# 포레스트 랜디스
포레스트 랜디스(Forrest Landis, 1994년 8월 9일 ~ )는 미국의 영화배우, 텔레비전 배우, 스케이트보드 선수, 영화 프로듀서, 각본가이다.
팜비치에서 태어났다.

## 영화
- 스파이 스쿨 (2008년) - 토마스 밀러 역
- 열두 명의 웬수들 2 (2005년) - 마크 베이커 역
- 플라이트플랜 (2005년) - 렛 로드 역
- 스켈리톤 키 (2005년)
- 열두 명의 웬수들 (2003년) - 마크 베이커 역